# Ocucajea
Ocucajea picklingi, Dorudontinae
Genre
Espèce
Ocucajea est un genre fossile de cétacés de la famille également fossile des Basilosauridae. Il a vécu lors du Bartonien de l'Éocène moyen. Une seule espèce est connue, Ocucajea picklingi.

## Habitat
Les restes fossiles d’Ocucajea ont été mis au jour dans le Pérou actuel.

## Classification
Le genre Ocucajea et l'espèce Ocucajea picklingi sont décrits en 2011 par Mark D. Uhen (d) et al.,,.

### Étymologie
Le nom générique, Ocucajea, fait référence au district d'Ocucaje, dans le département d'Ica au Pérou, où les restes ont été découverts.
Son épithète spécifique, picklingi, lui a été donnée en l'honneur de José Luis Pickling Zolezzi, naturaliste et artiste qui a contribué à la paléontologie au Pérou.

### Publication originale
- [2011] (en) Mark D. Uhen, Nicholas D. Pyenson, Thomas J. Devries, Mario Urbina et Paul R. Renne, « New Middle Eocene Whales from the Pisco Basin of Peru », Journal of Paleontology, Société de paléontologie, vol. 85, no 5,‎ septembre 2011, p. 955-969 (ISSN 0022-3360 et 1937-2337, DOI 10.1666/10-162.1, lire en ligne). .